# Terusan
Terusan est une ville de l'État de Sabah en Malaisie.